# Trio per a piano núm. 6 (Beethoven)
El Trio per a piano núm. 6 en mi bemoll major, Op. 70 núm. 2, de Ludwig van Beethoven, és un de les dues obres per a piano, violí i violoncel del conjunt Trios per a piano, Op. 70. Fou compost entre 1807 i 1808. Està dedicat, com el Trio núm. 5, «Dels fantasmes», a la comtessa Maria von Erdödy, bona amiga del compositor. Va ser publicat l'agost de 1809 per Breitkopf & Härtel a Leipzig. Segons Carl Czerny, Beethoven hi hauria utilitzat temes populars croats que va escoltar en el seu viatge a Hongria.
El Trio núm. 6 és contemporani de la Simfonia núm. 5 i de la Simfonia núm. 6, «Pastoral». ETA Hoffmann el tenia en elevada estima, com també del Trio núm. 5 «Dels fantasmes», i en va fer un bon elogi a la revista Allgemeine Musikalische Zeitung l'any 1813.
Consta de quatre moviments i la seva execució dura aproximadament 32 minuts:
1. Poco sostenuto — Allegro ma non troppo, en mi bemoll major. Inicialment en compàs 4/4, després en 6/8.
2. Allegretto, en do major, després en do menor. En compàs 2/4.
3. Allegretto ma non troppo, en la bemoll major. En compàs 3/4.
4. Finale. Presto, en mi bemoll major. En compàs 2/4.